# Пишина (Торино)
Пишина (итал. Piscina) је насеље у Италији у округу Торино, региону Пијемонт.
Према процени из 2011. у насељу је живело 2710 становника. Насеље се налази на надморској висини од 286 м.

## Становништво
Према резултатима пописа становништва 2011. у општини је живело 3.450 становника.
| 1931. | 1936. | 1951. | 1961. | 1971. | 1981. | 1991. | 2001. | 2011. |
| ----- | ----- | ----- | ----- | ----- | ----- | ----- | ----- | ----- |
| 1.646 | 1.623 | 1.718 | 1.772 | 2.311 | 2.647 | 2.936 | 3.146 | 3.450 |